# Place without a Postcard
Albums de Midnight Oil
Bird Noises (EP)
(1980) 10, 9, 8, 7, 6, 5, 4, 3, 2, 1
(1982)
Singles
1. Don't Wanna Be the One
Sortie : octobre 1981
2. Armistice Day
Sortie : 1982

Place without a Postcard est le troisième album studio du groupe de rock australien Midnight Oil sorti en novembre 1981.
Il a été enregistré dans le Sussex en Angleterre sous la houlette du producteur britannique Glyn Johns. Dans la majorité des titres de l'album, le groupe fustige la mollesse des Australiens qui ont adopté le mode de vie "surf et bronzette".
Il atteint la 12e place dans les charts australiens, tandis que les deux titres extraits en single, Don't Wanna Be the One et Armistice Day se classent respectivement 40e et 31e,.
L'album est certifié double disque de platine en Australie en 2014.

## Liste des titres
| 1. | Don't Wanna Be the One | - Peter Garrett - Rob Hirst - Jim Moginie - Martin Rotsey | 3:04 |
| 2. | Brave Faces            | - Garrett - Moginie                                       | 4:48 |
| 3. | Armistice Day          | - Hirst - Moginie - Rotsey                                | 4:31 |
| 4. | Someone Else to Blame  | - Peter Gifford - Hirst - Moginie                         | 2:49 |
| 5. | Basement Flat          | - Garrett - Moginie - Rotsey                              | 4:37 |

| 1. | Written in the Heart  | - Hirst - Moginie - Rotsey           | 3:15 |
| 2. | Burnie                | - Garrett - Moginie                  | 4:50 |
| 3. | Quinella Holiday      | - Garrett - Moginie                  | 2:35 |
| 4. | Loves on Sale         | - Garrett - Rotsey                   | 2:22 |
| 5. | If Ned Kelly Was King | - Garrett - Moginie                  | 3:41 |
| 6. | Lucky Country         | - Garrett - Hirst - Moginie - Rotsey | 4:55 |

## Composition du groupe
- Peter Garrett – chant
- Peter Gifford – basse, chœurs
- Rob Hirst – batterie, chœurs
- Jim Moginie – guitare, claviers
- Martin Rotsey – guitare

## Certifications
| Pays             | Certification | Unités certifiées |
| ---------------- | ------------- | ----------------- |
| Australie (ARIA) | 2 × Platine   | 140 000           |